# San Diego Mariners
Die San Diego Mariners waren ein Eishockeyteam aus San Diego, Kalifornien, das von 1974 bis 1977 in der nordamerikanischen World Hockey Association (WHA) aktiv war. Das Team wurde ursprünglich in New York gegründet. Letzte Station vor San Diego war New Jersey, wo das Team als Jersey Knights spielte.

## Geschichte
Joseph Schwarz hatte am 3. Januar 1974 die Jersey Knights gekauft, die sich im Besitz der WHA befanden. Nach Ende der Saison 1973/74 wurde das Team nach San Diego umgesiedelt. Hier hatte man mit der San Diego Sports Arena eine Halle, die 13.039 Zuschauern Platz bot. Als San Diego Mariners starteten sie in die Saison 1974/75. Nach vielen Jahren der Unsicherheit in New York profitierte das Team nun vom ruhigen Umfeld. André Lacroix, der schon vor dem Umzug nach Kalifornien Topscorer des Teams war, führte die Scorerliste der WHA mit 147 Punkten an. In der Western Division belegten sie hinter dem Vorjahresmeister, den Houston Aeros, den zweiten Platz. In den Playoffs erreichte das Team durch einen Sieg gegen die Toronto Toros das Halbfinale, wo sich Houston als unüberwindbarer Gegner herausstellte.
Die Saison 1975/76 verlief nicht so gut wie das Vorjahr. Vor allem den sehr starken Torwart Ernie Wakely war es zu verdanken, dass man sich erneut für die Playoffs qualifizierte. Erneut erreichten die Mariners die Halbfinals und erneut war Houston die Endstation. Im Laufe der Saison ereilte den Besitzer, Joseph Schwarz, die Pleite. Das Team war zeitweise ohne Besitzer und auch die Gehaltszahlungen blieben aus. Die Krise nahm ein Ende als Ray Kroc, der Gründer von McDonald’s, der auch die San Diego Padres besaß, das Team kaufte.
Nachdem wieder Ruhe im Klub eingekehrt war, wurde auch die Saison 1976/77 wieder erfolgreich bestritten. Lacroix war wieder unter den Topscorern und Wakely gab dem Team den nötigen Rückhalt. So kam man auch im dritten Jahr in San Diego in die Playoffs. Dieses Mal unterlag man aber schon in der ersten Runde knapp in sieben Spielen gegen die Winnipeg Jets.
Ein Zuschauerschnitt von über 6.000 Zuschauern, den man konstant in den letzten drei Jahren erreicht hatte, reichte Kroc nicht. Er wollte sein Franchise im Sommer 1977 veräußern. Eine Gruppe, die das Team übernommen hatte, wollte Melbourne im US-Bundesstaat Florida als neuen Standort. Als dies scheiterte, wurde das Franchise im Sommer 1977 aufgelöst.

## Teamrekorde
|                              | Name           | Anzahl                        |
| ---------------------------- | -------------- | ----------------------------- |
| Meiste Spiele                | André Lacroix  | 239 (in drei Spielzeiten)     |
| Meiste Tore                  | Norm Ferguson  | 112                           |
| Meiste Vorlagen              | André Lacroix  | 260                           |
| Meiste Punkte                | André Lacroix  | 362 (102 Tore + 260 Vorlagen) |
| Meiste Strafminuten          | Kevin Morrison | 267                           |
| Meiste Spiele eines Torwarts | Ernie Wakely   | 148                           |
| Meiste Siege eines Torwarts  | Ernie Wakely   | 77                            |
| Meiste Shutouts              | Ernie Wakely   | 8                             |

## Bekannte Spieler
- André Lacroix